# Campeonato Oceânico de Ciclismo em Estrada
O Campeonato Oceânico de Ciclismo em Estrada é o campeonato oceânico de ciclismo de estrada para os países membros da Confederação Oceânica de Ciclismo, levando-se a cabo provas tanto masculinas como femininas e sendo para ciclistas elite e sub-23.
Criaram-se em 2005 e a sua primeira edição (em estrada e contrarrelógio masculina) foi a mesma prova dos Jogos Oceânicos. Desde 2007 começaram-se a disputar no resto de categorias ainda que não sempre nas mesmas datas, de facto em alguns anos se disputaram duas edições no caso masculino a cada uma correspondente a diferente temporada da UCI Oceania Tour. A edição masculina em estrada correspondente ao UCI Oceania Tour 2009-2010 não se disputou.

## Palmarés

### Competições masculinas

#### Ciclismo de estrada
| Ano             | Medalha de ouro | Medalha de prata   | Medalha de bronze  |
| --------------- | --------------- | ------------------ | ------------------ |
| 2005            | Gordon McCauley | Phillip Thuax      | Geoffrey Burndred  |
| 2006            | Não se disputou | Não se disputou    | Não se disputou    |
| 2007 (maio)     | Robert McLachan | David Peel         | Ashley Whitehead   |
| 2007 (novembro) | Hayden Roulston | Joseph Chapman     | Paul Odlin         |
| 2008            | Não se disputou | Não se disputou    | Não se disputou    |
| 2009            | Tommy Nankervis | Matt Marshall      | Alex McGregor      |
| 2010            | Não se disputou | Não se disputou    | Não se disputou    |
| 2011            | Ryan Obst       | Sam Rutherford     | Steele Von Hoff    |
| 2012            | Paul Odlin      | Nick Aitken        | Mark Ou'Brien      |
| 2013            | Cameron Meyer   | Damien Howson      | Jack Anderson      |
| 2014            | Luke Durbridge  | Robert Power       | Bernard Sulzberger |
| 2015            | Taylor Gunman   | Jordan Kerby       | Daniel Barry       |
| 2016            | Sean Lake       | Brendan Canty      | Mark O' Brien      |
| 2017            | Sean Lake       | Neil Van Der Ploeg | Jesse Featonby     |
| 2018            | Chris Harper    | James Whelan       | Cyrus Monk         |
| 2019            | Benjamin Dyball | Jason Christie     | Chris Harper       |

#### Contrarrelógio
| Ano              | Medalha de ouro  | Medalha de prata       | Medalha de bronze |
| ---------------- | ---------------- | ---------------------- | ----------------- |
| 2005             | Gordon McCauley  | Robin Reid             | Aaron Strong      |
| 2006             | Não se disputou  | Não se disputou        | Não se disputou   |
| 2007 (maio)      | Cameron Wurf     | David Pell             | Robert McLachan   |
| 2007 (novembro)  | Gordon McCauley  | Joseph Cooper          | Reon Park         |
| 2008             | Não se disputou  | Não se disputou        | Não se disputou   |
| 2009 (fevereiro) | Chris Jongewaard | David Pell             | Chris Martin      |
| 2009 (novembro)  | Drew Giin        | Logan Dennis Hutchings | Simon Croon       |
| 2010             | Não se disputou  | Não se disputou        | Não se disputou   |
| 2011             | William Dickeson | David Pell             | Nick Bensley      |
| 2012             | Sam Horgan       | Paul Odlin             | Michael Cupitt    |
| 2013             | Paul Odlin       | Benjamin Dyball        | Joseph Cooper     |
| 2014             | Joseph Cooper    | William Clarke         | Lachan Norris     |
| 2015             | Michael Hepburn  | Craig Evers            | Cameron Wurf      |
| 2016             | Sean Lake        | Joseph Cooper          | Benjamin Dyball   |
| 2017             | Sean Lake        | Benjamin Dyball        | Hamish Bond       |
| 2018             | Hamish Bond      | Sean Lake              | James Ogilvie     |
| 2019             | Benjamin Dyball  | Jason Christie         | Michael Freiberg  |

#### Ciclismo em estradasub-23
| Ano       | Medalha de ouro  | Medalha de prata     | Medalha de bronze   |
| --------- | ---------------- | -------------------- | ------------------- |
| 2007      | Blair James      | Clinton Robert Avery | Alexander Meenhorst |
| 2008      | Não se disputou  | Não se disputou      | Não se disputou     |
| 2009      | Michael Matthews | Mat Marshall         | Alex McGregor       |
| 2010      | Não se disputou  | Não se disputou      | Não se disputou     |
| 2011      | Ryan Obst        | Nathan Haas          | Stuart Smith        |
| 2012-2013 | Não se disputou  | Não se disputou      | Não se disputou     |
| 2014      | Robert Power     | Robert-Jon McCarthy  | George Tansley      |
| 2015-2016 | Não se disputou  | Não se disputou      | Não se disputou     |
| 2017      | Lucas Hamilton   | Jai Hindley          | Michael Storer      |
| 2018      | James Whelan     | Cyrus Monk           | Jason Lea           |

#### Contrarrelógiosub-23
| Ano  | Medalha de ouro  | Medalha de prata           | Medalha de bronze |
| ---- | ---------------- | -------------------------- | ----------------- |
| 2007 | Matthew Sillars  | Clinton Robert Avery       | Peter Rennie      |
| 2008 | Não se disputou  | Não se disputou            | Não se disputou   |
| 2009 | Michael Matthews | Alex McGregor              | Mat Marshall      |
| 2010 | Não se disputou  | Não se disputou            | Não se disputou   |
| 2011 | Damien Howson    | Nick Aitken                | Aaron Donelly     |
| 2012 | Damien Howson    | Edward Bissaker            | Michael Freiberg  |
| 2013 | Damien Howson    | Campbell Flakemore         | Adam Phelan       |
| 2014 | Harry Carpenter  | Campbell Flakemore         | Oscar Stevenson   |
| 2015 | Harry Carpenter  | Daniel Fitter              | Thomas Kaesler    |
| 2016 | Alexander Morgan | Oscar Stevenson            | Michael Storer    |
| 2017 | Liam Magennis    | Jason Lea                  | Cyrus Monk        |
| 2018 | Jake Marryatt    | Liam Magennis              | Jason Lea         |
| 2019 | Liam Magennis    | Alastair Christie-Johnston | Jordan Louis      |

### Competições femininas

#### Ciclismo em estrada
| Ano              | Medalha de ouro  | Medalha de prata   | Medalha de bronze |
| ---------------- | ---------------- | ------------------ | ----------------- |
| 2007 (maio)      | Kathryn Watt     | Carla Ryan         | Peta Mullens      |
| 2007 (novembro)  | Rochelle Gilmore | Joanne Kiesanowski | Emma Crum         |
| 2009 (fevereiro) | Alexis Rhodes    | Ruth Corset        | Rochelle Gilmore  |
| 2009 (novembro)  | Bridie O'Donnel  | Karen Fulton       | Rochelle Gilmore  |
| 2011             | Shara Gillow     | Bridie O'Donnell   | Chloe McConville  |
| 2012             | Gracie Elvin     | Shara Gillow       | Rachel Neylan     |
| 2013             | Katrin Garfoot   | Amy Bradley        | Carla Ryan        |
| 2014             | Jessica Allen    | Lisa Keeling       | Shara Gillow      |
| 2015             | Lauren Kitchen   | Lizzie Williams    | Katrin Garfoot    |
| 2016             | Shannon Malseed  | Jessica Mundy      | Lisen Hockings    |
| 2017             | Lisen Hockings   | Shannon Malseed    | Lucy Kennedy      |
| 2018             | Sharlotte Lucas  | Grace Brown        | Mikayla Harvey    |
| 2019             | Sharlotte Lucas  | Sarah Gigante      | Jemma Eastwood    |

#### Contrarrelógio
| Ano  | Medalha de ouro  | Medalha de prata  | Medalha de bronze |
| ---- | ---------------- | ----------------- | ----------------- |
| 2007 | Bridie O'Donnell | Dale Tye          | Rachel Mercer     |
| 2008 | Não se disputou  | Não se disputou   | Não se disputou   |
| 2009 | Bridie O'Donnell | Alexis Rhodes     | Vicki Whitelaw    |
| 2010 | Não se disputou  | Não se disputou   | Não se disputou   |
| 2011 | Shara Gillow     | Bridie O'Donnell  | Vicki Whitelaw    |
| 2012 | Shara Gillow     | Gracie Elvin      | Bridie O'Donnell  |
| 2013 | Taryn Heather    | Grace Sulzberger  | Ruth Corset       |
| 2014 | Shara Gillow     | Felicity Wardlaw  | Reta Trotman      |
| 2015 | Katrin Garfoot   | Lauren Kitchen    | Rebecca Mackey    |
| 2016 | Katrin Garfoot   | Bridie Ou'Donnell | Kate Perry        |
| 2017 | Lucy Kennedy     | Rebecca Mackey    | Lisen Hockings    |
| 2018 | Grace Brown      | Kate Perry        | Sharlotte Lucas   |
| 2019 | Kate Perry       | Nicole Frain      | Jennifer Pettenon |